# Otto Preissecker
Otto Preissecker (auch Otto Preißecker; * 3. August 1898 in Wien; † 30. Mai 1963 in Innsbruck) war ein österreichischer Eiskunstläufer und Zahnheilkundler.

## Leben und Wirken
Otto Preissecker diente zwei Jahre bei der Gebirgsartillerie, zuletzt als Leutnant der Reserve. Ein Medizinstudium in Wien schloss er 1923 mit der Promotion ab. 1924 nahm er ein Fachstudium der Zahnheilkunde bei Rudolf Weiser und Hans Pichler auf. Anschließend verblieb er als Demonstrator und Hilfsarzt, dann als Universitätsassistent am Zahnärztlichen Institut.
Neben seinem Beruf widmete sich Preissecker dem Eiskunstlauf. Bei der Weltmeisterschaft 1925 gewann er Bronze. 1926 und 1927 wurde er Vize-Weltmeister hinter seinem Landsmann Willy Böckl. Bei der Europameisterschaft wurde er 1926 auch Vize-Europameister hinter Böckl. 1925 und 1928 gewann er Bronze. Außerdem war er 1926, 1927 und 1928 Sieger in der österreichischen Kunstlaufmeisterschaft.
Im Paarlauf trat Preissecker bei der Weltmeisterschaft 1929 an der Seite von Gisela Hochhaltinger an, sie wurden Vierte. Bei ihrem einzigen Auftritt bei Europameisterschaften gewannen sie 1930 die Bronzemedaille. 1929 und 1930 wurden sie österreichische Vizemeister.
1938 habilitierte sich Preissecker mit der Arbeit Anatomisch-histologische Untersuchungen an Kiefergelenken von Hunden in normalen und nach gehobenem Biss und wurde 1939 Universitätsdozent in Wien. 1942 bis 1945 war er Vorstand der Poliklinik für Zahn- und Kieferkrankheiten in Wien und Leiter der Abteilung Zahnerhaltungskunde am Zahnärztlichen Universitätsinstitut. 1944 wurde er zum außerplanmäßigen Professor ernannt. Einen Ruf als ordentlicher Professor an die Deutsche Universität in Prag konnte er nicht mehr annehmen. 1952 wurde er zum außerordentlichen Professor für Zahnheilkunde in Innsbruck ernannt. Er war Vorstand des Universitätszahn- und Kieferklinikums Innsbruck und wurde 1960 ordentlicher Universitätsprofessor. 1963 wurde er emeritiert und starb kurz darauf am 30. Mai 1963.
Preissecker arbeitete über festsitzenden und abnehmbaren Zahnersatz und über Materialkunde, insbesondere zur Metallurgie. Er beschäftigte sich mit der Schienung von Zähnen und der konservierenden Zahnheilkunde.

## Ergebnisse

### Einzellauf
| Wettbewerb / Jahr               | 1923 | 1924 | 1925 | 1926 | 1927 | 1928 |
| ------------------------------- | ---- | ---- | ---- | ---- | ---- | ---- |
| Weltmeisterschaften             |      | 6.   | 3.   | 2.   | 2.   |      |
| Europameisterschaften           |      | 4.   | 3.   | 2.   |      | 3.   |
| Österreichische Meisterschaften | 3.   |      | 3.   | 1.   | 1.   | 1.   |

### Paarlauf
(mit Gisela Hochhaltinger)
| Wettbewerb / Jahr               | 1929 | 1930 |
| ------------------------------- | ---- | ---- |
| Weltmeisterschaften             | 4.   |      |
| Europameisterschaften           |      | 3.   |
| Österreichische Meisterschaften | 2.   | 2.   |